# GRAND CROSS PREMIUM
『GRAND CROSS PREMIUM』（グランドクロス・プレミアム）は、2009年1月21日に稼働を開始したコナミデジタルエンタテインメント（2016年11月よりコナミアミューズメントに運営移管）のメダルゲームである。GRAND CROSS シリーズ2作目。

## 概要

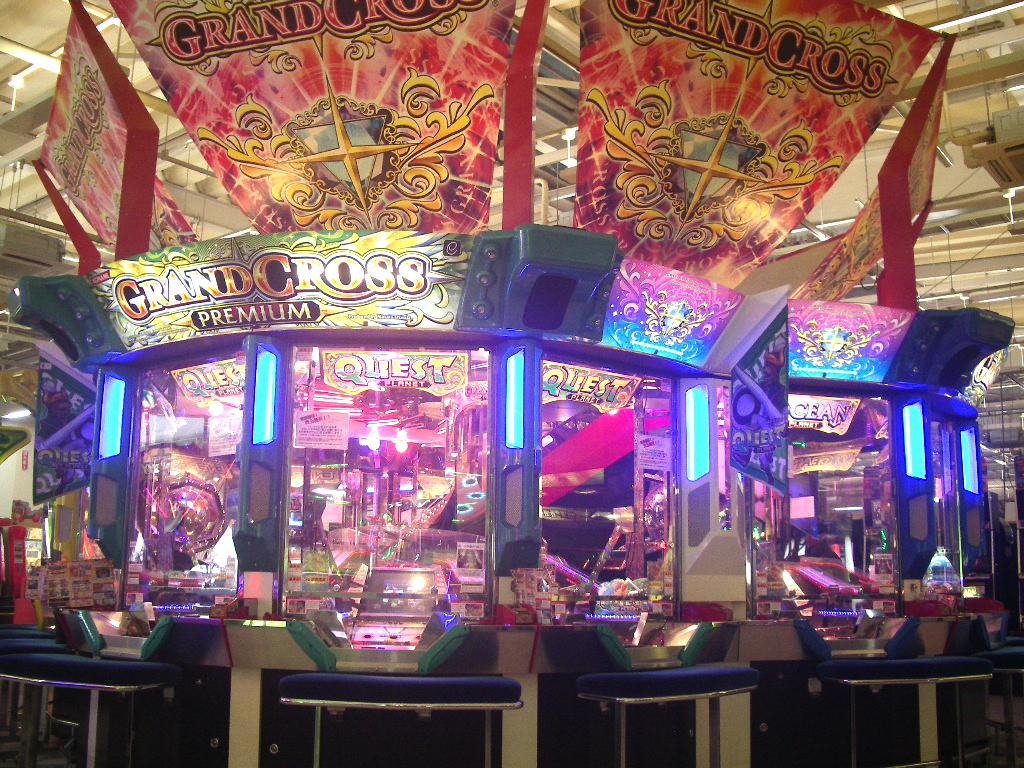
全体図

前作『GRAND CROSS』の後継機（バージョンアップ版）、続編。16ステーション・最大32人まで同時にプレイ可能なプッシャーゲームである。直径約6.4m、高さ約3.8m（最大部）と、これまでの業務用のメダルゲーム機としては類を見ない大きさで、プッシャーマシンとしては世界最大級の筐体サイズとなっている（もっとも、メダルゲームというジャンルは日本独自のものではあるが）。
また、コナミのネットワークサービス e-AMUSEMENTに対応しており、ジャックポット、各プレミアムモード（後述）などの獲得枚数ランキングが集計されている他、オンラインでのバージョンアップが行われている。
さらに、今作からe-AMUSEMENT PASS（2代目まで）にも対応し、ジャックポット、各プレミアムモードなど各種データの閲覧などが各ステーションでできるようになった。
後継機の『GRAND CROSS CHRONICLE』の稼働開始に伴い大多数の店から姿を消したが、『DREAMSPHERE GRAND CROSS』の稼働開始と同時に、『DREAMSPHERE』と同様に、一部サテライトを差し替える形で一部店舗で復活している。ただし後継機とちがいおサイフケータイによるe-AMUSEMENT PASS認証や、2016年4月発売の3代目e-AMUSEMENT PASS、2018年10月サービス開始の「Amusement IC」（4代目e-amusement pass、Amusement IC対応のAime並びにバナパスポート）にそれぞれ対応していない。
現在、オンライン対応している店舗は1店舗のみである。

## 各プラネット
16のステーションは4つのプラネットに分けられており、それぞれのプラネットで異なる演出を楽しむことができる。
- 1〜4番席：エナジープラネット - 電気と機械をテーマとした世界（キャラクター：ラボとデンチくん）。
- 5〜8番席：クエストプラネット - 騎士の冒険をテーマとした世界（キャラクター：バウアーとバロン）。
- 9〜12番席：オーシャンプラネット - 海賊をテーマとした世界（キャラクター：フラッペとモーキーパイレーツ）。
- 13〜16番席：スイーツプラネット - お菓子をテーマとした世界（キャラクター：ショコラとムッシュ・ド・エッグ&コロ・ブン・スン）。

## ゲームの流れ
レバーで投入位置を調節し、プッシャーフィールドにメダルを投入する（滑らせるだけでメダルを投入できる、独自のメダル投入口を採用している）。
チャッカーにメダルが入るとスロットが回転する。最大10回転まで保留可能で、ステーション画面左にストックが表示される。ストックが一杯になった状態からさらにチャッカーにメダルが入ると、スロットでのメダル当選枚数がアップする（30枚→50枚→70枚）。ただし、チャッカーに入ったメダルは他の多くのプッシャーゲームとは異なり内部に回収されるので、それを考慮にいれる必要がある。

### スロットの当選役
222 / 444 / 666 / 888通常図柄、メダル払い出し（30〜70枚）。
111 / 333 / 555 / 999メダル払い出し（30〜70枚）、確率変動に突入。確率変動中は「チャンスウィング」が立ち上がり、チェッカーにメダルが入りやすくなる。通常図柄が揃うまで確変継続。
SSS直接SATELLITE CHALLENGEに突入。
777直接SPECIAL SATELLITE CHALLENGEに突入(777はプレイヤーが少ない場合、または、JACKPOT獲得枚数が少ないと当たりやすい)。
BALL3つ揃うとボールを獲得することができる。フィールド横に抽選機構があり、通常はフィールドの奥にボールが投入されるが、ボールが「LUCKY POCKET」に入るとフィールドの手前に投入される（同時にメダル10枚獲得）。
FEATUREルーレットマークの図柄。スロットで3つ揃うと、メダル払い出し（10〜30枚）の後、FEATURE ROULETTEとなる。
メダルマークスロットのセンターリールにこの図柄が止まると、メダル5枚が払い出される（左右のリールにもシンボルはあるが、通常ゲーム中は止まることは無い。プレミアムモード中は3つ揃うことで10枚〜30枚の払い出しがある）。
通常図柄の当選後、再抽選に突入する場合があり、ロケットが3台中1台でも発射されれば昇格、稀にロケットが3台とも落ちた場合でも、昇格することもある。

### FEATURE ROULETTE
スロットで「FEATURE」が3つ揃うと、レッドビンゴカードを成長できるフィーチャールーレットとなる。ボタンでルーレットを止め、oddsに停止すると、レッドビンゴカードのオッズに加算される。それ以外でも、ビンゴラインのボーナスに追加されていた前作とは異なり、即時効果を発揮する。
- odds - 示された枚数だけ「BINGO ODDS」に枚数が加算される。+10、+30、+50、+100の4種類。
- SP BALL - スペシャルボールがフィールドに払い出される。
- NORMAL BALL - ノーマルボールがフィールドに払い出される。
- DIRECT SATELLITE CHALLENGE　-　ダイレクトにサテライトチャレンジヘ。

## SATELLITE CHALLENGE
フィールドからボールが落ちるか、スロットで「S」を3つ揃える、フィーチャールーレットでDIRECT SATELLITE CHALLENGEが当選することで、ステーション前方にあるサテライトで抽選が行われる、サテライトチャレンジに突入する（サテライトは各プラネットに1つずつ割り当たっている）。「1」〜「9」の数字と「JP CHANCE」の10個の穴（ポケット）がある外周にボールが投入される。
ボールがそれぞれの数字に入った場合は、その数字と対応するビンゴカードの数字が埋まり、縦・横・斜めのいずれかでビンゴすると、そのラインに応じたボーナスを獲得することができる。どちらのカードもビンゴしなかった場合は、25枚が払い出される。
「JP CHANCE」（黄色のポケット）にボールが入ると、筐体中央の大型抽選機構を用いたGRAND JACKPOT CHANCEに突入する（確率1/10）。
どの数字のポケットに入るとどのようなボーナスが得られるかは、ステーション画面・各ポケットの点灯する色で判別することが可能である。

### SPECIAL SATELLITE CHALLENGE
金色のスペシャルボール（ブルービンゴで2ライン揃うか、STEPなどで獲得できる）をフィールドから落とすか、スロットで「7」を揃えると、スペシャルサテライトチャレンジとなる。基本的には通常のサテライトチャレンジと同じだが、「1・2」「3・4」「5・6」「7・8」「JP CHANCE」の5つのポケットしかない内周にボールが投入される。なお、9のポケットは無いので、9のみのリーチは2つ並んで入ってビンゴしない限りおいしくないものを引くこととなる。なお、
SPECIAL SATELLITE CHALLENGEでは5ラインビンゴが可能である。
数字のポケットに入った場合は、ビンゴカードの2つの数字が同時に埋まるため、ボーナスが得られやすい他、GRAND JACKPOT CHANCEへの確率も1/5に上昇している。どちらのカードもビンゴしなかった場合は、50枚が払い出される。

### 2種類のビンゴ
- レッドビンゴ - ビンゴの成立でメダル獲得。成立ライン数×ODDS分のメダルが払い出される。番号が重複した場合はオッズが25上昇する。
- ブルービンゴ - 1ライン成立でボールが払い出され、2ライン成立でスペシャルボールが払い出される。3ライン成立でGRAND JACKPOT CHANCEへ突入。4ライン成立でREGULAR PREMIUM MODEに突入し、最高である5ライン成立でSUPER PREMIUM MODEに突入となる。番号が重複した場合はステップアップして、4つたまるとスペシャルボールが払い出される。

## GRAND JACKPOT CHANCE
SATELLITE CHALLENGEで、「JP CHANCE」にボールが入るか、ブルービンゴカードで3ラインビンゴになると、筐体中央の抽選機構で大きなボールが発射され、ボールの入賞したポケットによって様々なボーナスが得られる。
- GOLD JACKPOT - センター画面に表示されたゴールドジャックポットの枚数分のメダルを獲得する。この枚数は、各プレイヤーのグランドジャックポットチャンス終了の度に25枚加算される（ただし、「GOLD JACKPOT」入賞時や、「プレミアムチャンス」で「GOLD JACKPOT」の増加を含む役が当選した場合は加算されない）。初期貯留1000枚（初期貯留最大2000枚）、最大貯留5000枚。確率1/20。
- SILVER JACKPOT - センター画面に表示されたシルバージャックポットの枚数分のメダルを獲得する。この枚数は、各ステーションのメダルの投入によって増加する（1枚の投入につき0.03枚分増加）。初期貯留500枚（初期貯留最大2000枚）、最大貯留5000枚。確率1/20。
- PREMIUM CHANCE - プレミアムチャンス（センター画面でのスロット抽選）。確率3/10。
- 100 - メダル100枚払い出し。確率3/5。

いずれかのジャックポットが当選すると、ジャックポット枚数は初期値に戻る（「SILVER JACKPOT」の当選時は、さらに「GRAND JACKPOT CHANCE」中に蓄積された分の枚数が加算される）。この時、各ジャックポットの初期値からの増分が計500枚未満の場合、GOLD JACKPOTに500枚が加算される。
今作からキャリーオーバー制度が導入され、両ジャックポットが最大貯留枚数（工場出荷時設定5000枚）に達した場合、当該ジャックポットに本来加算される枚数が、次のジャックポットへ繰り越しされるようになった。

### PREMIUM CHANCE
GRAND JACKPOT CHANCEで、ボールが「PREMIUM CHANCE」に入賞するとプレミアムチャンスとなる。センター画面でスロット抽選が行われ、それに応じたボーナスを獲得することができる。
- 以下のWINとボーナス内容は、両者それぞれいずれか一つと一つが組み合わせになっての獲得となる（例：200WIN & GOLD JACKPOT 200UP）。
  - WIN
    - 100WIN - メダル100枚払い出し。
    - 200WIN - メダル200枚払い出し。
    - 300WIN - メダル300枚払い出し。

  - ボーナス内容
    - GOLD JACKPOT 50UP - ゴールドジャックポットの蓄積枚数が50枚増加。
    - GOLD JACKPOT 100UP - ゴールドジャックポットの蓄積枚数が100枚増加。
    - GOLD JACKPOT 200UP - ゴールドジャックポットの蓄積枚数が200枚増加。
    - GOLD JACKPOT 300UP - ゴールドジャックポットの蓄積枚数が300枚増加。
    - GOLD JACKPOT MAX - ゴールドジャックポットの蓄積枚数が最大値まで増加する。
    - RED BINGO SP CARD - サテライトチャレンジ3回までレッドビンゴカードのオッズがMAXの500になる。
    - BLUE BINGO SP CARD - サテライトチャレンジ3回までブルービンゴカードでビンゴした場合、プラス1ラインになる。
    - SPECIAL BALL - スペシャルボール1個払い出し。
- 以下の二種類のプレミアムモードは当選した場合はモード突入のみ。
  - REGULAR PREMIUM MODE - レギュラープレミアムモードに突入する。
  - SUPER PREMIUM MODE - スーパープレミアムモードに突入する。なお、レギュラープレミアムモード中にプレミアムチャンスに入賞した場合、必ずこのスーパープレミアムモードが当選、昇格するようになっている。

## プレミアムモード
今作ではプレミアムモードが「REGULAR PREMIUM MODE」と「SUPER PREMIUM MODE」の2種類になった。
このモード中は、メダルマーク（プレミアムモード専用のメダルマーク）が高頻度で3つ揃うようになる。通常のスロットと同じように、ストックが一杯の状態でさらにチェッカーにメダルを入れることで払い出し枚数が上昇し、メダルマークの色が銅・銀・金の順に10枚・20枚・30枚の払い出しとなる。数字がそろった場合は、通常時と同じくスロットストックの色が銅・銀・金の順に30枚・50枚・70枚の払い出しとなる。なお、スロットの数字は1、3、5、7、9のみとなる。
このモード中のサテライトチャレンジは、モードの継続・終了が抽選される。「継続」の数字のポケットに入るとプレミアムモード継続、「終了」の数字のポケットに入ると通常のスロットに戻る。また、「JP CHANCE」はモード継続の上でグランドジャックポットチャンスに突入する。どのポケットでも、入るとメダル100枚が払い出される。スペシャルサテライトチャレンジは全ての数字のポケットが「継続」となる。

### REGULAR PREMIUM MODE
プレミアムチャンスで「REGULAR PREMIUM MODE」の図柄が当選するか、ブルービンゴカードで4ラインビンゴになると大量メダル獲得が期待できるレギュラープレミアムモードに突入する。
レギュラープレミアムモードは、偶数数字（2、4、6、8）が終了で固定されており、それ以外の奇数数字図柄の当選時は、サテライトチャレンジの「継続」「終了」のポケットが入れ替わる。このため、レギュラープレミアムモードは終了が最初から偶数数字の4箇所も固定されている上に、奇数数字が当選するとさらに終了が増えるため、大量メダル獲得はあまり期待できない。
グランドジャックポットチャンスでは通常と同じ抽選が行われるが、プレミアムチャンスに入賞した場合はSUPER PREMIUM MODE (SPM)に必ず昇格する（プレミアムチャンス抽選は演出として行われるが、図柄は全てSPMである）。

### SUPER PREMIUM MODE
プレミアムチャンスで「SUPER PREMIUM MODE」の図柄が当選するか、レギュラープレミアムモード中にプレミアムチャンスに入賞する、ブルービンゴカードで5ラインビンゴのいずれかになると、大量メダル獲得がより期待できるスーパープレミアムモードに突入する。
スーパープレミアムモードは、偶数数字のポケット4箇所全てが継続で固定されており、奇数数字図柄の当選時は、レギュラープレミアムモードと同様にサテライトチャレンジの「継続」「終了」のポケットが入れ替わる。スーパープレミアムモードは最初からすべてが継続の上、偶数4箇所全てが継続で固定されているので、今までのプレミアムモードよりも大量メダル獲得が期待できる。
グランドジャックポットチャンスでは通常と同じ抽選が行われるが、プレミアムチャンスに入賞し再度「SUPER PREMIUM MODE」を引いた場合はすべて継続にリセットされ再スタートとなる。ただしその一方で、「REGULAR PREMIUM MODE」を引いた場合はレギュラープレミアムモードに降格する。

## BGM

### 通常時使用曲
- The Song of Life：鳥山雄司
- tik-tick-tok：Infinite Circle
- Start here：Infinite Circle
- snow storm[original mix]：dj TAKA
- V -conclusion-：dj TAKA
- CASSANDRA：亜熱帯マジ-SKA爆弾
- Ska Ska No.3：亜熱帯マジ-SKA爆弾
- SAXTATIC：JAFROSAX
- You Walk Your Way：JAFROSAX
- Rebirth：JAFROSAX
- Grand Ground：A.P.J.
- NamFunk!：野獣王国
- Hot Summer Noon：野獣王国
- ラプソディー・イン・ブルー：ガーシュイン
- ピアノ協奏曲第1番変ロ短調Op.23第1楽章：チャイコフスキー
- 春の声：ヨハン・シュトラウス2世
- Golden apple（KONAMIオリジナル）
- グランドクロスクラシックメドレー（KONAMIオリジナル）
- グランドクロスクリスマスメドレー（KONAMIオリジナル）
- グランドクロス年の瀬メドレー（KONAMIオリジナル）

### GRAND JACKPOT CHANCE時使用曲
- 禿山の一夜：ムソルグスキー
- ワルキューレの騎行（ニーベルングの指環より） ：ワーグナー
- 交響曲第5番（運命）：ベートーヴェン
- 惑星 (組曲)より火星、戦争をもたらす者

【『e-AMUSEMENT PASS』を使っている（センサー部にかざしたままの）時は、「グランドジャックポットチャンス」楽曲4曲から1曲選択できる｛Lボタンで楽曲選択・Rボタンで楽曲決定⇒この操作は「FORTUNE TRINITY」での「世界遺産モード（確変）」楽曲選択方法と同じ｝。ただし制限時間は約4秒。4秒をオーバーした場合、タイミングによってはリクエストを受け入れられない。なお『GJPチャンス待機中』（「しばらくお待ち下さい ◯人待ちです」表示）の時は、何故か時間に余裕を持って選択できる。】
※曲を選択後（GJPチャンス抽選待ちの時）に違うステーションもGJPチャンスに入り、曲選択されるとそのステーションで選んだ曲になる。

### 「SUPER & REGULAR PREMIUM MODE」時使用曲
- GO WEST：ヴィレッジ・ピープル（「スーパープレミアムモード」時使用曲。

　「スーパープレミアムモード」獲得枚数が3000枚を超えると、マシン全体のBGMもこの曲になる）。
- ABC：ジャクソン5（「レギュラープレミアムモード」時使用曲）

　「レギュラープレミアムモード」獲得枚数が3000枚を超えると、マシン全体のBGMもこの曲になる）。

### JACKPOT当選時使用曲（GRANDCROSS PREMIUM）
- フニクリ・フニクラ：ルイージ・デンツァ

　　　（初期値+999枚までのJP払出時使用曲）
- 伝説のチャンピオン：クイーン

　　　（初期値+1000 - 2499枚までのJP演出中使用曲）
- 序曲1812年：ピョートル・チャイコフスキー

　　　（初期値+2500枚以上のJP演出中使用曲）
- 交響曲第9番ホ短調作品95『新世界より』：ドヴォルザーク

　　　（初期値+2500枚以上のJP払出時使用曲）

### JACKPOT当選時使用曲（GRANDCROSS MEMORIAL）
※ 2010年4月21日のオンラインアップデートにより、新たに追加された『GRAND CROSS』＆『GRAND CROSS・PLUS』のJACKPOT楽曲。
- ツァラトゥストラはかく語りき 〜Also Sprach Zarathustra〜：リヒャルト・シュトラウス

　　　（初期値＋1000 - 2499枚のJP演出開始使用曲） 
- ラデツキー行進曲 - Radetzkymarsch OP.228-：ヨハン・シュトラウス1世

　　　（初期値+1000〜2499枚までのJP演出中使用曲）
　　　　※ この演出に限り、メダル払出中の楽曲が「フニクリ・フニクラ」となる。
- 軽騎兵序曲 〜Leichte Kavallerie overture〜：スッペ（Von Franz Suppe）

　　　（初期値＋2500枚以上のJP演出開始使用曲）
- 交響曲 第9番 〜Sinfonie Nr. 9 d-Moll Op. 125〜：ベートーヴェン

　　　（初期値+2500枚以上のJP演出中使用曲）

### JACKPOT当選時使用曲（コナミオリジナル / GRANDCROSS MEMORIAL）
- Let's Get Away（同社前作「グランドクロス」＆「グランドクロス・プラス」JACKPOT楽曲／全4種）
- Summer Night Jackpot（同社「ファンタジックフィーバー」JACKPOT楽曲のアレンジ／7・8月限定）

### JACKPOT当選時使用曲（コナミオリジナル / beatmania2DX）
- The Smile of You：Jessy（同社「Wii」専用ゲームソフト『Elebits』より）

- エブリデイ・ラブリデイ 〜LED Style Mix〜：新谷さなえ（Sana）

- Burning Heat! 〜Full Option Mix〜：Mr.T with Motoaki.F

- AGEHA：Ryu☆

- murmur twins：常盤ゆう（yu_tokiwa.djw）

- 月光：Tatsh feat. 星野奏子

- Drivin'：NAOKI Feat. PAURA TERRY

- The Biggest Roaster：

- Little Little Princess：SHRINE 418

- Raspberry Heart（English Ver.）：jun feat. PAULA TERRY

- Linus：LEGO STUDIO

※【参考1】 
「グランドクロス・プレミアム」使用楽曲リスト
※【参考2】 「グランドクロス・プレミアム」JP楽曲リスト
※【参考3】 「グランドクロス・プラス」使用楽曲リスト＆ギャラリーページ
※【参考4】 
「グランドクロス・プラス」Fromビーマニページ（JP楽曲・デモ楽曲）
※ここで設置店がすべて見られます。

## その他
- 前作で複数のボールが落ちる直前で詰まって、落ちなくなる現象を解消するために、ボール制御バーが変更された。

- 大量のメダルの払い出し（主に「GOLD & SILVER JACKPOT」）が発生すると、1つのステーションでの払い出しに各ステーションからセンターユニットへのメダル供給が行われる影響で、他のステーションもメダル切れのエラー画面が表示されることがある。

- 各ジャックポットが1000枚単位で増加していくと、全ステーションにその旨のテロップが流れる（「SILVER JP」の場合は、同時に音声案内もある）（この他「GOLD & SILVER JACKPOT 達成時」・「GRAND JACKPOT CHANCE」・「REGULAR & SUPER PREMIUM MODE 開始時」・「500枚以上のビンゴによるメダル払出時」・「ミリオネット・インフォメーション」の時も随時テロップによる案内あり）。

- ジャックポットの獲得後、プレミアムモードの終了後などは、それぞれの獲得枚数ランキング店舗内の今週獲得枚数（ミリオンランカーに参加時は月間合計獲得枚数）上位50位が表示される。ランキングにはそれぞれ「全国版」・「店舗内版」の2種類があり、各ステーション（「e-AMUSEMENT PASS」使用時）およびセンター画面で確認できる。

- 開発を担当したのは「Team Fortune（チーム・フォーチュン）」（『フォーチュンオーブ』などのスタッフチームで、センター画面にクレジットとして表示されている）。

- 各ステーションに置かれている、遊び方などの解説がされているプレートで「PREMIUM CHANCE」を「PUREMIUM CHANCE」と誤表記している。

- 公式ホームページのGRAND JＡCKPOT CHANCEのページではエナジーワールドのサブキャラクターが、「PREMIUM CHANCE」というところを、「GRAND SLOT」に誤表記している。